# Condado de Lawrence (Arkansas)
O Condado de Lawrence é um dos 75 condados do estado americano do Arkansas. Sua sede de condado é Walnut Ridge. Sua população, segundo o censo americano de 2000, é de 17 774 habitantes.